# Sabro (plaats)
Sabro is een dorp in de Deense regio Midden-Jutland. Het maakt deel uit van de gemeente Aarhus, en telt 2.964 inwoners (2017). Het dorp ligt aan de weg Aarhus-Viborg.